# Milan Kadlec (fotbalista)
Milan Kadlec (* 27. února 1995) je český fotbalový obránce. Od roku 2022 působí v FK Hodonín.

## Klubová kariéra
Milan Kadlec je odchovancem akademie pražské Sparty. V dresu Sparty debutoval 3. března 2016 v utkání čtvrtfinále poháru proti Slovanu Liberec. Další utkání odehrál 4. května v odvetě semifinále proti Jablonci v neslavném utkání, kde Sparta kvůli šetření hráčů nastoupila s juniory a dorostenci. V listopadu 2016 dostal šanci od trenéra Holoubka a odehrál nastavení utkání čtvrtého kola základní skupiny Evropské ligy proti Hapoel Beer Ševa FC.